# Sociedade Dante Alighieri

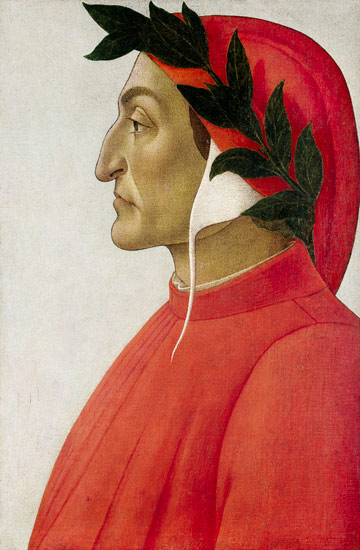
Dante Alighieri

A Sociedade Dante Alighieri foi fundada em 1889 por um grupo de intelectuais liderados por Giosuè Carducci e foi erigida como Ente Moral com o Decreto Régio de 18 de Julho de 1893, nº 347; com Decreto Lei nº 186 de 27 de Julho de 2004 foi assimilada, para estrutura e finalidades, às ONLUS (Organização Social sem Fins Lucrativos italiana). O seu principal objetivo, como se afirma no artigo 1 do Estatuto Social, é "tutelar e difundir a língua e a cultura italiana no mundo, reavivando as ligações espirituais dos compatriotas no exterior com a pátria mãe e alimentando entre os estrangeiros o amor e o culto à civilização italiana".
Para atingir estes objetivos, a "Dante Alighieri" confiou e ainda confia na generosa ajuda de mais de 500 comitês, dos quais mais de 400 são ativos em países fora da Itália distribuídos em todos os continentes. Cada continente hoje pode contar com a incansável e voluntária sede da "Dante", que não só oferece cursos de língua italiana, mas também eventos culturais de vários tipos para os milhares de estudantes e membros de nossa amada Itália e curiosos por conhecê-la em todas as suas características, da arte figurativa à música, dos esportes ao cinema, do teatro à moda, além da literatura. Através dos Comitês estrangeiros, além disso, a "Dante Alighieri" estabelece e apoia as escolas, bibliotecas, clubes e cursos de língua e cultura italiana, divulga livros e publicações, promove conferências, passeios culturais e artísticas e eventos musicais, distribui prêmios e bolsas de estudo; por meio dos Comitês na Itália participa de atividades destinadas a melhorar e ampliar a cultura da nação e promove todo tipo de eventos destinados a destacar a importância da disseminação da língua, da cultura e de criações do gênio e do trabalho italianos.
O ponto de referência para os Comitês da Itália e do estrangeiro é a Sede Central, situada em Roma, no Palácio de Florença, presidido pelo presidente Andrea Riccardi. O Conselho é composto pelos Vices-Presidentes Marella Agnelli, Alberto Arbasino, Gianni Letta e Paul Peluffo; os Assuntos Gerais são tratados pelo Secretário-Geral Alessandro Masi e a Administração pelo Superintendente de Contas Walter Mauro.

## A Certificação Dante Alighieri
Desde 1993, segundo a Convenção OIT de 4 de Novembro de 1903 do Ministério do Exterior, a Sociedade Dante Alighieri trabalha com certificação de qualidade da língua italiana com o certificado PLIDA (Projeto da Língua Italiana Dante Alighieri) em uma programação didática dirigida pelo prof. Joseph Patota, responsável Científico e Docente pela Universidade de Siena, assistida pela Dra. Lucilla Pizzoli, vice-responsável, e Dra. Constanza Menzinger, colaboradora PLIDA.
A Certificação PLIDA, com a aprovação científica da "La Sapienza" de Roma, é reconhecida também pelo Ministério do Trabalho e Políticas Sociais (Decreto 18/10/2002) e pelo Ministério da Educação, Universidade e Pesquisa (Convenção de 11/2/2004), e atesta a competência em italiano como língua estrangeira segundo uma escala de seis níveis que representam as fases do percurso de aprendizagem da língua correspondentes aos fixados pelo Conselho da Europa.